# Vertreibung der Albaner 1877–1878
Der Begriff Vertreibung der Albaner 1877–1878 beschreibt die Ereignisse der Zwangsmigration der albanischen Bevölkerung aus Gebieten, die 1878 in das Fürstentum Serbien und das Fürstentum Montenegro eingegliedert wurden. Diese Kriege, die mit dem größeren Russisch-Osmanischen Krieg (1877–1878) einhergingen, endeten mit einer Niederlage und erheblichen Gebietsverlusten des Osmanischen Reiches, die auf dem Berliner Kongress formuliert wurden. Diese Vertreibung war Teil der umfassenderen Verfolgung von Muslimen auf dem Balkan während des geopolitischen und territorialen Niedergangs des Osmanischen Reiches.
Vor dem Konflikt zwischen dem Fürstentum Serbien und den Osmanen (1876–1878) lebte ein beträchtlicher Teil der albanischen Bevölkerung im Sanjak von İşkodra. Im darauf folgenden serbisch-osmanischen Krieg folgte auf den starken Widerstand gegen die Truppen in den Städten Podgorica und Spuž die Vertreibung ihrer albanischen und slawischen muslimischen Bevölkerung, die sich in Shkodër ansiedelten.
Vor diesem Konflikt lebte eine beträchtliche, zeitweise kompakte und hauptsächlich ländliche albanische Bevölkerung neben einigen städtischen Türken (mit zum Teil albanischer Herkunft) mit Serben im Sanjak von Niş. Während des gesamten Kriegsverlaufs reagierte die albanische Bevölkerung je nach Gebiet unterschiedlich auf die ankommenden serbischen Streitkräfte, indem sie entweder Widerstand leistete oder in die nahegelegenen Berge und ins osmanische Kosovo floh. Obwohl die meisten dieser Albaner von den serbischen Streitkräften vertrieben wurden, durfte eine kleine Minderheit im Jablanica-Tal verbleiben, wo ihre Nachkommen noch heute leben. Serben aus Lab zogen während des ersten Ausbruchs der Feindseligkeiten 1876 und danach nach Serbien, während eintreffende albanische Flüchtlinge nach 1878 ihre Dörfer wieder bevölkerten. Albanische Flüchtlinge ließen sich auch entlang der nordöstlichen osmanisch-serbischen Grenze, in städtischen Gebieten und in über 30 Siedlungen im zentralen und südöstlichen Kosovo nieder.
Die osmanischen Behörden hielten sich zurück, den Bedürfnissen der Flüchtlinge entgegenzukommen, vielmehr standen sie der serbischen Bevölkerung vor Ort feindselig gegenüber und begingen Racheangriffe. Die Vertreibung der albanischen Bevölkerung aus diesen Regionen kann als ethnische Säuberung bezeichnet werden, da die Opfer nicht nur Kämpfer, sondern auch Zivilisten waren. Diese albanischen Flüchtlinge und ihre Nachkommen wurden im Albanischen als Muhaxhir bezeichnet. Die Ereignisse dieser Zeit führten zum Ausbruch des serbisch-albanischen Konflikts und zu angespannten Beziehungen zwischen beiden Völkern.